# ديفيد شور
ديفيد شور (بالإنجليزية: David Shore)‏ (مواليد 	3 يوليو 1959)، وهو كاتب ومنتج كندي ومحامي سابق، أُشتهر بعمله في مجال التلفزيون، وهو مبتكر شخصية غريغوري هاوس التي ظهرت في المسلسل الأمريكي House.

## النشأة
ولد شور في لندن، أونتاريو، لعائلة يهودية. شقيقيه التوأم، إفرايم ورافائيل هما حاخامي أيش ها توراه.

### التعليم
درس شور في جامعة ويسترن أونتاريو بعد أن تخرج من مدرسة A.B. Lucas الثانوية بامتياز. ومن ثم درس في جامعة تورنتو للحصول على شهادته في القانون في 1982. عُقب تخرجه عمل شور كمحامي في كندا قبل أن ينتقل إلى لوس أنجلوس للعمل في مجال التلفزيون.

## وصلات خارجية
- ديفيد شور على موقع IMDb (الإنجليزية)
- ديفيد شور على موقع ألو سيني (الفرنسية)
- ديفيد شور على موقع تيرنر كلاسيك موفيز (الإنجليزية)
- ديفيد شور على موقع أول موفي (الإنجليزية)
- ديفيد شور على موقع قاعدة بيانات الفيلم (الإنجليزية)
- ديفيد شور على موقع كينوبويسك (الروسية)